# Aire urbaine du Robert
En 2012, l'aire urbaine du Robert a une population municipale de  136 763 habitants et est composée de 11 communes, pour une superficie de 428,8 km² (définition 2010,).
Ces communes sont toutes situées dans la région et département d'outre-mer de la Martinique. L'aire urbaine du Robert correspond exactement à l'unité urbaine du Robert.
En 2012, elle se classe 63e au rang national (dans sa définition 2010) au regard de la population et au 1er rang en Martinique devant celle du Fort-de-France.

## Communes
Liste des communes appartenant à l'aire urbaine du Robert selon la nouvelle délimitation de 2010 :
| Code INSEE | Commune        | Catégorie                           | Superficie (km²) | Population (2012) | Densité (2012) (hab./km²) |
| ---------- | -------------- | ----------------------------------- | ---------------- | ----------------- | ------------------------- |
| 97207      | Ducos          | Commune appartenant à un grand pôle | +0037,69         | +0017 039,        | +0452,                    |
| 97210      | Le François    | Commune appartenant à un grand pôle | +0053,93         | +0018 452,        | +0342,                    |
| 97212      | Gros-Morne     | Commune appartenant à un grand pôle | +0054,25         | +0010 250,        | +0189,                    |
| 97217      | Le Marin       | Commune appartenant à un grand pôle | +0031,54         | +0008 257,        | +0238,                    |
| 97220      | Rivière-Pilote | Commune appartenant à un grand pôle | +0035,78         | +0012 680,        | +0354,                    |
| 97221      | Rivière-Salée  | Commune appartenant à un grand pôle | +0039,38         | +0012 708,        | +0323,                    |
| 97222      | Le Robert      | Commune appartenant à un grand pôle | +0047,3          | +0023 715,        | +0501,                    |
| 97223      | Saint-Esprit   | Commune appartenant à un grand pôle | +0023,46         | +0009 595,        | +0409,                    |
| 97226      | Sainte-Anne    | Commune appartenant à un grand pôle | +0038,42         | +0004 554,        | +0119,                    |
| 97227      | Sainte-Luce    | Commune appartenant à un grand pôle | +0028,02         | +0010 083,        | +0360,                    |
| 97232      | Le Vauclin     | Commune appartenant à un grand pôle | +0039,06         | +0009 140,        | +0234,                    |

## Histoire
L'aire urbaine du Robert a été délimitée pour la première fois en 2010, à l'occasion de la publication des résultats statistiques du recensement de 2008. Elle fait partie des grandes aires urbaines, dans la mesure où son pôle urbain a au moins 10 000 emplois.

## Évolution démographique
L'évolution démographique ci-dessous concerne l'aire urbaine dans la délimitation de 2010.
| 1967   | 1974   | 1982   | 1990    | 1999    | 2007    | 2012    | - |
| ------ | ------ | ------ | ------- | ------- | ------- | ------- | - |
| 95 101 | 93 209 | 94 550 | 110 136 | 126 140 | 137 629 | 136 763 | - |